# Меридіан перикарда (IX)

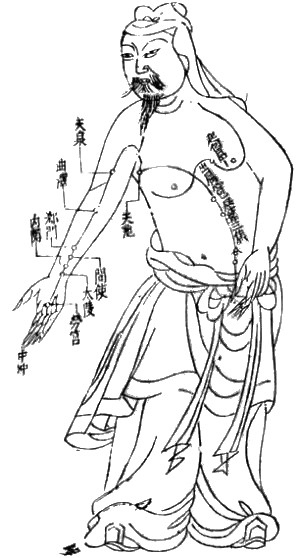
Меридіан перикарда руки Jueyin

Меридіан перикарда — парний, симетричний, доцентровий меридіан системи Їнь. Містить 9 пунктів, з кожного боку.
Позначають як, цифрами — IX, літерами — MC(фр.), KS(нім.), HC(англ.), наприклад: 1IX, MC1, KS1, HC1 («небесний ставок» — перший пункт меридіану перикарда).
Часом найвищої активності меридіану є 19.00-21.00, пасивності — 07.00-09.00.

## Перелік точок
1 Тх'єн-чі (天池, tiān-chí — небесний ставок)
2 Тх'єн-чуень (天泉, tiān-quán — небесний фонтан (небесне джерело))
3 Цюй-цзе (曲澤, qū-zé — звивистий ставок; 合穴)
4 Сі-мень (郄門, xī-mén — потріскані ворота (пограничні ворота); 郄穴)
5 Цзянь-ши (間使， jiān-shǐ — між посланими; 經穴)
6 Ней-гуань (内關, nei-guān — внутрішній кордон; 絡穴，八脈交會穴，通阴维脉)
7 Да-лін (大陵, dà-líng — величезний пагорб; 輸穴，原穴)
8 Лао-гун (勞宫, láo-gōng — палац праці; 滎穴)
9 Чжун-чун (中衝, zhōng-chōng — середня атака; 井穴)